# Hubert Zafke
Hubert Ernst Zafke (* 26. September 1920 in Schönau, Provinz Pommern; † 5. Juli 2018) war ein deutscher Sanitäter und SS-Unterscharführer.

## Leben
Hubert Ernst Zafke wuchs mit einem älteren Bruder, der im Januar 1942 als Soldat an der Front ums Leben kam, im pommerschen Schönau (heute Drzonowo in Polen) auf. Nach der Schulzeit besuchte er eine Agrar-und-Landwirtschaftsschule und war zunächst als Landwirt auf dem elterlichen Bauernhof tätig. 
1933 trat Zafke der Hitlerjugend bei. 1939 kam er zur Waffen-SS, wo er bei der 5. SS-Panzer-Division „Wiking“ eingesetzt war. Zafke absolvierte danach eine Ausbildung zum SS-Sanitäter im Konzentrationslager Dachau. Von 1940 bis 1942 war er als Sanitäter bei der SS an verschiedenen Standorten tätig. Von November 1942 bis Oktober 1943 war er als Sanitäter im Konzentrationslager Neuengamme stationiert, wo er zum Unterscharführer befördert wurde. Danach war er im KZ Auschwitz tätig. Vom 15. August bis zum 14. September 1944 war Zafke im Konzentrationslager Auschwitz-Birkenau stationiert. Während dieser Zeit kamen dort 14 Deportationszüge aus ganz Europa an (in einem davon befand sich Anne Frank) und es wurden Tausende von Juden in den Gaskammern ermordet. Am 26. September 1944 brach Zafke zusammen mit rund 400 Jüdinnen von dort aus ins Außenlager Neustadt des KZ Auschwitz auf und war damit bereits vor der Befreiung des Lagers von sowjetischen Truppen abgereist.
Nach Kriegsende 1945 wurde Zafke von in Westdeutschland stationierten Truppen verhaftet und der polnischen Regierung übergeben. Zafke wurde am 10. März 1948 vom Bezirksgericht Krakau zu vier Jahren Zuchthaus verurteilt, die er vollständig verbüßte.
Nach seiner Haftentlassung im Jahre 1952 ließ Zafke sich in Gnevkow (Mecklenburg-Vorpommern, DDR) nieder. Er heiratete und wurde Vater von vier Söhnen. Beruflich war er bis zur Verrentung in einem auf Agrarprodukte und Pestiziden spezialisierten Unternehmen tätig. Seine Ehefrau verstarb im Jahr 2011.
Hubert Zafke starb am 5. Juli 2018 im Alter von 97 Jahren.

## Prozess wegen Beihilfe zum Mord
Im Jahr 2013 nahm die deutsche Bundesanwaltschaft erstmals Ermittlungen gegen Zafke auf. 
Im Februar 2015 erließ die Staatsanwaltschaft Schwerin gegen den damals 94-jährigen Hubert Zafke eine Anklage wegen Beihilfe zum Mord in 3.681 Fällen, die sich alle auf seine Dienstzeit in Auschwitz bezogen. Zafke saß daraufhin drei Monate lang in Untersuchungshaft. Das Gericht teilte im Sommer 2015 zunächst mit, das Verfahren werde wegen der Verhandlungsunfähigkeit des Angeklagten nicht eröffnet. Dagegen legte die Staatsanwaltschaft erfolgreich eine Beschwerde beim zuständigen Oberlandesgericht Rostock ein. 
Der für den 29. Februar 2016 geplante Beginn des Prozesses am Landgericht Neubrandenburg mit zwei zugelassenen Nebenklägern, darunter der in den USA lebende gebürtige Pole Walter Plywaski (1929–2021), verschob sich aufgrund gesundheitlicher Probleme von Zafke. Im Oktober 2016 wurde der Prozess nach nur vier Verhandlungstagen wegen seines schlechten Allgemeinzustands erneut unterbrochen. Nachdem sowohl die Nebenklagevertreter wie auch die Staatsanwaltschaft Befangenheitsanträge gegen die Kammer gestellt hatten, teilte das Gericht am 6. Oktober 2016 mit, der Prozess müsse ganz von vorne aufgerollt werden. Aufgrund eines Beschlusses der Schwurgerichtskammer vom 13. Februar 2017 stellte die Staatsanwaltschaft Schwerin im April 2017 erneut gegen die Mitglieder der Schwurgerichtskammer und gegen zwei weitere Richter einen Befangenheitsantrag. Zudem hätten sich die Richter in zwei weiteren Beschlüssen aus dem November 2016 „in bedenklicher Weise“ über einen Nebenklagevertreter und die Staatsanwaltschaft Schwerin geäußert. Die Vertreter der Nebenkläger stellten wegen Rechtsbeugung Strafanzeige. Erstmals in der Nachkriegsgeschichte hatte ein Befangenheitsantrag gegen eine ganze Kammer Erfolg. Mit Beschluss vom 23. Juni 2017 wurde die gesamte Kammer als befangen abgelehnt, weil sie wiederholt versucht hatte, einen Nebenkläger vom Verfahren auszuschließen (LG Neubrandenburg, Beschluss vom 23. Juni 2017 – 60 Ks 1/15). Darüber hinaus wurde die „verletzende Kritik“ und „herabwürdigende Diktion“ des Kammervorsitzenden Kabisch gegenüber dem Vertreter dieses Nebenklägers gerügt. Der inzwischen 96-jährige Zafke war einen Monat zuvor von zwei Sachverständigen als verhandlungsunfähig eingestuft worden.
Am 11. September 2017 endete der Prozess dann schließlich nach insgesamt nur vier Verhandlungstagen in eineinhalb Jahren ohne Urteil. Sein Anwalt Peter-Michael Diestel erklärte als Begründung, dass Zafke inzwischen an einer fortgeschrittenen Demenz-Erkrankung leide und einem Prozess in dieser Größenordnung geistig nicht mehr folgen könne. Für die dreimonatige Untersuchungshaft war eine finanzielle Entschädigung beantragt worden.
Zwei Jahre später, am 12. Juli 2019 endete das Ermittlungsverfahren gegen die Richter am Landgericht Neubrandenburg wegen Beleidigung, indem das Amtsgericht Neubrandenburg den Antrag der Staatsanwaltschaft auf Erlass eines Strafbefehls ablehnte und das Landgericht Neubrandenburg auf die Beschwerde der Staatsanwaltschaft diese Entscheidung bestätigte. Die Richter warfen dem Vertreter der Nebenklage in einem schriftlichen Beschluss „narzisstisch dominierte Dummheit“ vor. Das Landgericht hielt diese Formulierung zwar für eine tatbestandsmäßige Beleidigung, die aber im konkreten Fall wegen Wahrnehmung berechtigter Interessen (§ 193 StGB) gerechtfertigt sei. Das Gericht berief sich hierbei auf die bereits im Vorfeld, auch aufgrund der starken Medienpräsenz aufgeheizten Stimmung und auf einen vom Nebenklagevertreter zuvor geäußerten Vorwurf der Rechtsbeugung gegen die Richter.